# دزدان دریایی کارائیب
دزدان دریایی کارائیب (به انگلیسی: Pirates of the Caribbean) یک مجموعه‌فیلم فانتزی در ژانر شمشیربه‌دستان به تهیه‌کنندگی جری بروکهایمر بر اساس جاذبه پارک تفریحی والت دیزنی به همین نام است. این مجموعه یکی از اجزای اصلی رسانه‌ای به همین نام است.
کارگردانان این سری شامل گور وربینسکی (فیلم ۱–۳)، راب مارشال (۴)، یواخیم رانینگ (۵–۶)، اسپن سندبرگ (۵) است. نویسندگان اصلی فیلم تد الیوت و تری روسیو (۱–۴)؛ سایر نویسندگان استوارت بیتی (۱)، جای ولپرت (۱)، جف نیثنسن (۵)، کریگ مازن (۶) است. داستان توسط جک اسپارو (جانی دپ)، ویل ترنر (اورلاندو بلوم) و الیزابت سوان (کیرا نایتلی) دنبال می‌شود. شخصیت‌هایی مانند هکتور باربوسا (جفری راش) و جوشامی گیبز (کوین مک‌نالی) در طول فیلم جک، ویل و الیزابت را دنبال می‌کنند. چهارمین فیلم با سیاه‌ریش (ایان مک‌شین) و آنجلیکا (پنه‌لوپه کروز)، درحالی که پنجمین فیلم با آماندو سالازار (خاویر باردم)، هتری تیونر (برنتون توایتز) و کارینا اسمیث (کایا اسکودلاریو) ادامه پیدا می‌کند. این فیلم‌ها در یک فضای تاریخی داستانی اتفاق می‌افتند. جهانی تحت سلطه امپراتوری بریتانیا، شرکت بازرگانی هند شرقی (براساس شرکت واقعی تجارت هند شرقی) و امپراتوری اسپانیا، با دزدان دریایی که آزادی از قدرت حاکم را نشان می‌دهند.
این سری با دزدان دریایی کارائیب: نفرین مروارید سیاه آغاز می‌شود که نقدهای مثبتی را دریافت کرد و ۶۵۴ میلیون دلار آمریکا فروش کرد. بعد از موفقیت فیلم اول والت دیزنی اعلام کرد که در حال کار بر این مجموعه است. دومین فیلم مجوعه تحت عنوان صندوقچه مرد مرده منتشر شد، این دنباله موفقیت‌آمیز بود و رکوردهای مالی را در روز اکران خود در سراسر جهان شکست. صندوقچه مرد مرده با کسب درآمد تقریباً ۱٫۱ میلیارد دلاری در باکس آفیس در جهان در رده اول فیلم سال قرار گرفت. سومین فیلم مجموعه تحت عنوان پایان جهان منتشر شد و ۹۶۰ میلون دلار درآمد کسب کرد و دیزنی چهارمین فیلم خود را تحت عنوان سوار بر امواج ناشناخته در سال ۲۰۱۱ در قالب دوبعدی، سه‌بعدی دیجیتال و آی مکس منتشر کرد.
این مجموعه‌فیلم با فروش ۴٫۵ میلیارد دلار به چهاردمین مجموعه‌فیلم پرفروش تاریخ تبدیل شده‌است و اولین مجموعه فیلمی است که با ساخت دو یا چند فیلم بالای یک میلیارد فروش داشته‌است. این فیلم‌ها بالاترین جذب را در گروه سنی ۱۲ تا ۱۸ سال داشتند.

## فیلم‌ها
| فیلم                   | تاریخ انتشار  | کارگردان(ها)                | فیلمنامه‌نویس(ها)     | داستان توسط                                   | تهیه‌کننده     |
| ---------------------- | ------------- | --------------------------- | -------------------- | --------------------------------------------- | ------------- |
| نفرین مروارید سیاه     | ۹ ژوئیه ۲۰۰۳  | گور وربینسکی                | تد الیوت و تری روسیو | تری روسیو، تد الیوت، استوارت بیتی و جی والپرت | جری بروکهایمر |
| صندوقچه مرد مرده       | ۷ ژوئیه ۲۰۰۶  | گور وربینسکی                | تد الیوت و تری روسیو | تری روسیو و تد الیوت                          | جری بروکهایمر |
| پایان جهان             | ۲۵ ژوئیه ۲۰۰۷ | گور وربینسکی                | تد الیوت و تری روسیو | تری روسیو و تد الیوت                          | جری بروکهایمر |
| سوار بر امواج ناشناخته | ۲۰ مه ۲۰۱۱    | راب مارشال                  | تد الیوت و تری روسیو | تری روسیو و تد الیوت                          | جری بروکهایمر |
| مردگان حکایت نمی‌کنند   | ۲۶ مه ۲۰۱۷    | یواخیم رانینگ و اسپن سندبرگ | جف نیثنسن            | تری روسیو و جف نیثنسن                         | جری بروکهایمر |
| ششمین فیلم             | —             | یواخیم رانینگ               | تد الیوت و کریگ مازن | تد الیوت و کریگ مازن                          | جری بروکهایمر |
| اسپین آف               | —             | —                           | کریستینا هادسون      | کریستینا هادسون                               | جری بروکهایمر |

### دزدان دریایی کارائیب: نفرین مروارید سیاه (۲۰۰۳)
الیزابت سوآن و ویل ترنر (اورلاندو بلوم) دو جوان در سطح‌های خانوادگی متفاوت هستند که عاشق هم می‌شوند. در این میان پای جک اسپارو (جانی دپ) به میان باز می‌شود که همراه ویل به ماجرایی خطرناک می‌روند تا الیزابت را از دست یک کاپیتان نفرین شده کاپیتان هکتور باربوسا نجات دهند.

### دزدان دریایی کارائیب: صندوق مرد مرده (۲۰۰۶)
الیزابت سوآن و ویل ترنر قرار است با هم ازدواج کنند اما وزیری از سوی دولت آن‌ها را محکوم به اعدام می‌کند چون آن‌ها جک اسپارو را فراری داده‌اند. اما اگر ویل قطب‌نمای جادویی جک اسپارو را برای وزیر (کاتلر بکت) بیاورد آن‌ها نجات می‌یابند. اما…

### دزدان دریایی کارائیب: پایان جهان (۲۰۰۷)
لرد کاتلر بکت (تام هالندر) پس از دست یابی به قلب دیوی جونز (بیل نایی) قدرتمند شده و اکنون هر کس که حتی شراکتی با دزدان دریایی داشته‌است را اعدام می‌کند و به مجازات می‌رساند. تنها امید دزدان دریایی مجمع برادران است که به حضور تمامی اعضا نیاز دارد که اگر به یاد بیاورید در (دزدان دریایی کاراییب: صندوق مرد مرده) کاپیتان جک اسپارو (جانی دپ) به اعماق دریا رفت و به دنیای مردگان پیوست. اکنون دوستان جک اسپارو در تلاشند با رفتن به دنیای مردگان جک اسپارو را برگردانده و مجمع برادران را تشکیل بدهند.
بازیگران: جانی دپ. جفری راش. اورلاندو بلوم. کی را ناتلی. کوین مک نالی. چو یون فا. نائومی هریس

### دزدان دریایی کارائیب: سوار بر امواج ناشناخته (۲۰۱۱)
کاپیتان جک اسپارو (جانی دپ) به همراه آنجلیکا (پنلوپه کروز) به دنبال چشمه آب حیات‌اند. جک نمی‌داند که آیا آنجلیکا به وی علاقه‌مند است یا فقط قصد دارد تا با استفاده از جک، چشمه آب حیات را بیابد و زمانی که آنجلیکا او را مجبور به سوار شدن به «ملکه آن» کشتی هولناک ریش سیاه (یام مک شین) می‌کند، جک در اندیشه این فرو که آیا ریش سیاه ترسناکتر است یا آنجلیکا…

### دزدان دریایی کارائیب: مردگان حکایت نمی‌کنند (۲۰۱۷)
کاپیتان ارماندو سالازار (خاویر باردم) پس از اینکه از مثلث شیطان رهایی می‌یابد دزدان دریایی را یکی پس از دیگری از میان برمی‌دارد ولی هدف اصلی او کاپیتان جک اسپارو (جانی دپ) است که در نبردی دیرینه کاپیتان سالزار را شکست داد و باعث شد که او تا ابد به شکل اشباح باقی بماند. در این میان پسر جوانی به نام هنری ترنر (برینتون ثویتس‎) که فرزند ولیام ترنر (اورلاندو بلوم) است برای رهایی پدرش از کشتی هلندی پرنده (فلایینگ داچمن) به کمک جک نیاز دارد و در جستجوی اوست به دختری به نام کارینا اسمیث (کایا اسکودلاریو) که یک ستاره‌شناس است و مدعی اطلاع از نقشه ایست که آنهارا به سمت نیزه پوزییدون (خدای دریا) که آخرین راه فرار از انتقام سالازار است هدایت می‌کند.

## بازیگران
| بازیگر            | نقش                   |
| ----------------- | --------------------- |
| جانی دپ           | کاپیتان جک اسپارو     |
| اورلاندو بلوم     | ویل ترنر              |
| کیرا نایتلی       | الیزابت سوآن          |
| جفری راش          | کاپیتان هکتور باربوسا |
| بیل نای           | دیوی جونز             |
| استلان اسکارشگورد | بیل چکمه‌ای            |
| تام هالندر        | کاتلر بکت             |
| جک داونپورت       | جیمز نرینتون          |
| لی ارنبرگ         | پینتل                 |
| مکنایز کروک       | راگتی                 |

## فروش جهانی
| عنوان                   | فروش               |
| ----------------------- | ------------------ |
| نفرین مروارید سیاه      | ۶۵۴،۲۶۴،۰۱۵ دلار   |
| صندوق مرد مرده          | ۱،۰۶۶،۱۷۹،۷۲۴ دلار |
| پایان جهان              | ۹۶۰،۷۱۳،۱۸۱ دلار   |
| سوار بر امواج ناشناخته  | ۱،۰۴۱،۹۶۳،۸۷۵ دلار |
| مردان مرده قصه نمی‌گویند | ۷۹۴،۰۵۷،۳۰۶ دلار   |